# Ischnomelissa lescheni
Ischnomelissa lescheni är en biart som beskrevs av Brooks och Engel 1998. Ischnomelissa lescheni ingår i släktet Ischnomelissa och familjen vägbin. Inga underarter finns listade i Catalogue of Life.